# Tomaso Albinoni
Tomaso Giovanni (Zuane) Albinoni (Venezia, 8 giugno 1671 – Venezia, 17 gennaio 1751) è stato un compositore e violinista italiano, appartenente alla stagione musicale del tardo barocco.

## Biografia
Tomaso Albinoni nacque da una ricca famiglia veneziana di mercanti di carta, originaria di Castione della Presolana, secondogenito di Antonio Albinoni e Lucrezia Fabris. Albinoni amava definirsi Musico di violino, dilettante Veneto.
Studiò violino e canto e già in età precoce divenne un bravo cantante e, soprattutto, un valente violinista. Probabilmente ebbe come maestro Giovanni Legrenzi. Diversamente da autori del suo tempo, Albinoni coltivò l'arte della composizione musicale soltanto per diletto e non per esigenze di affermazione professionale, mantenendosi quasi sempre su atteggiamenti di forte indipendenza personale e si rifiutava costantemente di avere mecenati al suo seguito. Mecenati che nel suo tempo potevano avere più referenti: la Chiesa, nei molti ruoli che essa offriva, le corti della nobiltà o le famiglie reali. Forse per sua scelta non s’iscrisse mai alla corporazione veneziana degli strumentisti professionisti (l'Arte dei Sonatori), privandosi così di esibirsi in pubblico, cosa che non amava, e di ottenere dei guadagni; si orientò quindi verso la composizione.
Visse sempre a Venezia, anche se viaggiò molto; si ricordano almeno due suoi viaggi a Firenze nel 1703 e nel 1722. Compose la sua prima opera, Zenobia regina de Palmireni, nel 1694, su libretto di Antonio Marchi, anno in cui uscì anche la sua prima raccolta di musica strumentale, le 12 Sonate a tre, Op.1. Da allora divise equalmente la sua attività tra le composizioni per canto (melodrammi, serenate e cantate) e per strumenti (sonate e concerti). Fino al 1709, anno della morte del padre, poté dedicarsi alla musica senza la necessità economica. Poi, anche grazie alla volontà testamentaria paterna, fu sollevato dal dover continuare l'attività affaristica familiare in quanto figlio maggiore, lasciando tale compito ai fratelli minori. Questo gli permise di dedicarsi alla musica a tempo pieno e di raggiungere una certa notorietà abbastanza rapidamente.
Sposò una cantante d'opera, Margherita Raimondi, nel 1705 e fu anche grazie a lei che cantò a Monaco nel 1722. Massimiliano Emanuele II, Elettore di Baviera, cui Albinoni dedicò dodici concerti, lo invitò a Monaco per dirigere l'opera durante le celebrazioni per le nozze del Principe Elettore Carlo Alberto di Baviera con Maria Amalia d'Asburgo, figlia dell'imperatore Giuseppe I. In tale occasione compose l'opera "I veri amici" e la serenata "Il trionfo d'amore".
Oltre a musica concertistica barocca, per cui ha la notorietà odierna - famosi in particolare i suoi concerti per oboe -, compose circa una cinquantina di opere liriche, quasi tutte andate perdute e di cui rimangono poche arie. Solo del Radamisto, del 1698, rimane la partitura completa. Non conosciamo le sue opere, che  rivaleggiarono con quelle di Francesco Gasparini, compositore attivo a Venezia.
Le sue composizioni inoltre furono sempre considerate all'altezza di altrettanto famosi musicisti contemporanei, come Corelli, Scarlatti e Vivaldi. Le sue dieci raccolte strumentali furono pubblicate con molto successo in Italia, ad Amsterdam e a Londra, riscuotendo un notevole successo in molte corti e famiglie nobili dell'Europa meridionale.
Fu particolarmente attratto dall'oboe, uno strumento relativamente poco usato in Italia fino ad allora, tanto che il suo è stato il primo concerto per oboe scritto in Italia, mentre i concerti per oboe solo furono per la prima volta composti in Germania da Telemann e Haendel. Albinoni, dopo aver composto quattro concerti per oboe solo (N. 3, 6, 9, 12), compose quattro concerti con due oboi (N. 2, 5, 8, 11) (Op.7) che furono i primi ad essere pubblicati e che riscossero un tale successo che Albinoni ripeté questa formula nel 1722 con l'Op.9.
A parte alcuni lavori strumentali datati 1735, poco si sa della vita e delle opere di Albinoni dopo la metà degli anni 1720.
Albinoni morì nella sua città natale nel 1751.
Molti dei lavori di Albinoni andarono perduti durante la Seconda guerra mondiale per la distruzione da parte degli anglo-americani della Biblioteca di Stato di Dresda. Forse dopo il 1740 si ritirò a Venezia e smise di comporre, dedicandosi alla scuola di canto.
L'opera per la quale è più noto al grande pubblico -  l'Adagio in Sol minore - è stata in realtà composta dal musicologo romano Remo Giazotto, che lo ha pubblicato nel 1958. Tuttavia Giazotto ha sempre affermato di aver effettuato una composizione nello stile del tempo basandosi solo sui bassi e su sei frammenti di melodia trovati a Dresda nel 1935 (non più presenti nella Staatsbibliothek, probabilmente andati distrutti durante la seconda guerra mondiale).

## Composizioni

### Musica strumentale
Albinoni ha composto 64 concerti pubblicati, 8 sinfonie e 97 fra sonate e balletti.
- Op. 1	1694 12 Sonate a tre.
- Op. 2	1700 6 Sinfonie e 6 Concerti a 5.
- Op. 3	1701 12 Balletti da Camera a tre.
- Op. 4	1704 6 Sonate da chiesa per violino e basso continuo, pubblicate da Roger ad Amsterdam nel 1708.
- Op. 5	1707 12 Concerti a 5 (vl.1, vl.2, vla.c, vla.t, vlc, bc)
- Op. 6	1711 12 sonate da camera.
- Op. 7	1716 12 Concerti per 1 o 2 oboi e archi.
- Op. 8	1721 6 Sonate e 6 Balletti a tre.
- Op. 9	1722 12 Concerti per 1 o 2 oboi e archi.
- Op. 10 1735 12 Concerti a 5.
- Op. 11 Sonate a tre (perdute).

### Altre sinfonie
- Si 1: Sinfonia in re maggiore per il primo atto di Zenobia (per tromba, 2 violini, 2 viole, violoncello e basso continuo), 1694
- Si 2: Sinfonia in fa maggiore per il primo atto di Engelberta (per 2 violini, 2 viole, violoncello e basso continuo), 1709
- Si 3: Sinfonia in la maggiore (per 2 violini, viola, violone, e basso continuo), 1707–15 ca.
- Si 4: Sinfonia in re maggiore (for 2 violini, viola e basso continuo; versioni manoscritte per 2 oboi e fagotto), 1707 ca.
- Si 5: Sinfonia in la maggiore (per 2 violini, viola e basso continuo), 1707–15 ca.
- Si 6: Sinfonia in si maggiore (per 2 violini, viola, fagotto e basso continuo), 1715–22 ca.
- Si 7: Sinfonia in sol maggiore (per 2 flauti, 2 oboi, 2 violini, 2 viole, fagotto e basso continuo), 1715–22 ca.
- Si 8: Sinfonia in sol maggiore (per 2 violini, viola e basso continuo), 1722–35 ca.
- Si 9: Sinfonia in fa maggiore (per 2 violini, viola e basso continuo), 1722–35 ca.

### Composizioni diverse spurie
- Mi 1-25
- Mi 26: Adagio in sol minore (per organo e archi) di Remo Giazotto, 1958
- Mi 27-30

### Cantate per soprano o contralto
- 12 Cantate da camera a voce sola op. 4 (per voci e basso continuo), Venezia 1702
  - N. 1: Amor, Sorte, Destino (per soprano)
  - N. 2: Da l'arco d'un bel ciglio (per contralto)
  - N. 3: Del chiaro rio (per soprano)
  - N. 4: Riedi a me, luce gradita (per contralto)
  - N. 5: Lontananza crudel, mi squarci il core (per soprano)
  - N. 6: Filli, chiedi al mio core (per contralto)
  - N. 7: Ove rivolgo il piede (per soprano)
  - N. 8: Mi dà pena quando spira (per contralto)
  - N. 9: Parti, mi lasci, ah quale (per soprano)
  - N. 10: Son qual Tantalo novello (per contralto)
  - N. 11: Poiché al vago seren di due pupille (per soprano)
  - N. 12: Chi non sa quanto inumano (per contralto)
- 18 Cantate per Soprano e Basso continuo, Staatsbibliothek Berlin, ms. 447
  - N. 1: Il bel ciglio d'Irene
  - N. 2: Già dal mar sorgea l'alba
  - N. 3: Amarissime pene, suonate ormai
  - N. 4: (come op. 4 n. 5)
  - N. 5: Sorgea col lume in fronte
  - N. 6: Lontan da te, mia vita
  - N. 7: Sovra letto d'erbette
  - N. 8: (come op. 4 n. 11)
  - N. 9: Il penar senza speranza
  - N. 10: Senti, bel sol, deh senti
  - N. 11: Quest'è l'ora fatale
  - N. 12: Di tante ree sciagure
  - N. 13: Fileno, caro amico
  - N. 14: Sovra molle origliere
  - N. 15: Clori nel ciel d'amor lucida stella
  - N. 16: Dubbio affetto il cor mi strugge (Amante timido)
  - N. 17: Rivolse Clori un giorno
  - N. 18: Donna illustre del Latio
- Altre cantate
  - Bel fantasmo tu fosti al mio pensiero (per soprano e basso continuo)
  - Bella, perché tu forsi (per soprano e basso continuo)
  - Biondo crin, occhio nero, e sen d'avorio (per soprano e basso continuo)
  - Che ne dici, che risolvi (per soprano e basso continuo)
  - Crudelissimo amore (per contralto e basso continuo)
  - Dove sei, che fai cor mio (per soprano e basso continuo)
  - E dove, Amor, mi guidi (per soprano, strumenti e basso continuo)
  - Fatto bersaglio eterno (per contralto e basso continuo)
  - Già tornava l'aurora
  - In alta rocca, ove d'un genio amico (per soprano e basso continuo)
  - Io che per colpa sol del fatio rio (per soprano e basso continuo)
  - Là dove il nobil Giano (per soprano e basso continuo)
  - Quanta pietà mi date, o mesti fiori (per soprano e basso continuo)
  - Senza il core del mio bene (per soprano o contralto e basso continuo)
  - Vorrei che lo sapessi (per contralto e basso continuo)
  - Vorrei scoprir l'affanno (per soprano e basso continuo)

### Opere
| Titolo                                       | Libretto                                               | Data della messa in scena | Luogo, teatro                           | Note                                             |
| -------------------------------------------- | ------------------------------------------------------ | ------------------------- | --------------------------------------- | ------------------------------------------------ |
| Zenobia                                      | Antonio Marchi                                         | 1694, Carnevale           | Venezia, Teatro SS. Giovanni e Paolo    | copia nella Biblioteca del Congresso, Washington |
| Il prodigio dell'innocenza                   | Fulgenzio Maria Gualazzi                               | 1695                      | Venezia, Teatro SS. Giovanni e Paolo    | musica perduta                                   |
| Zenone, imperator d'Oriente                  | Antonio Marchi                                         | 1696                      | Venezia, Teatro San Cassiano            | musica perduta                                   |
| Il Tigrane, re d'Armenia                     | Giulio Cesare Corradi                                  | 1697                      | Venezia, Teatro San Cassiano            | musica perduta                                   |
| Primislao, primo re di Boemia                | Giulio Cesare Corradi                                  | 1697                      | Venezia, Teatro San Cassiano            | musica perduta                                   |
| L'ingratitudine castigata                    | Francesco Silvani                                      | 1698                      | Venezia, Teatro San Cassiano            | musica perduta                                   |
| Radamisto                                    | Antonio Marchi                                         | 1698                      | Venezia, Teatro Sant'Angelo             |                                                  |
| Diomede punito da Alcide                     | Aurelio Aureli                                         | 1700                      | Venezia, Teatro Sant'Angelo             | musica perduta                                   |
| L'inganno innocente                          | Francesco Silvani                                      | 1701                      | Venezia, Teatro Sant'Angelo             | musica perduta, rinvenute alcune arie            |
| L'arte in gara con l'arte                    | Francesco Silvani                                      | 1702                      | Venezia, Teatro San Cassiano            | musica perduta                                   |
| Griselda                                     | Apostolo Zeno                                          | 1703                      | Firenze, Teatro del Cocomero            | musica perduta, rinvenute tre arie               |
| Aminta                                       | Apostolo Zeno                                          | 1703                      | Firenze, Teatro del Cocomero            | musica perduta                                   |
| Il più fedel tra i vassalli                  | Francesco Silvani                                      | 1705                      | Genova, Teatro del Falcone              | musica perduta                                   |
| La prosperità di Elio Sejano                 | Nicolò Minato                                          | 1707                      | Genova, Teatro del Falcone              | musica perduta                                   |
| La fortezza al cimento                       | Francesco Silvani                                      | 1707                      | Piacenza, Teatro Ducale                 | musica perduta                                   |
| La fede tra gl'inganni                       | Francesco Silvani                                      | 1707                      | Venezia, Teatro Sant'Angelo             | musica perduta                                   |
| Astarto                                      | Apostolo Zeno e Pietro Pariati                         | 1708                      | Venezia, Teatro San Cassiano            | musica perduta, rinvenute alcune arie            |
| Il tradimento tradito                        | Francesco Silvani                                      | 1708                      | Venezia, Teatro Sant'Angelo             | musica perduta                                   |
| Engelberta                                   | Apostolo Zeno e Pietro Pariati                         | 1709                      | Venezia, Teatro San Cassiano            | IV e V atto di Francesco Gasparini               |
| Ciro                                         | Pietro Pariati                                         | 1710                      | Venezia, Teatro San Cassiano            | musica perduta                                   |
| Il tiranno eroe                              | Vincenzo Cassani                                       | 1711                      | Venezia, Teatro San Cassiano            | musica perduta, rinvenute alcune arie            |
| Il Giustino                                  | Pietro Pariati da Nicolò Beregan                       | 1711                      | Bologna, Teatro Formagliari             | musica perduta                                   |
| La pace generosa                             | Francesco Silvani                                      | 1711                      | Genova, Teatro del Falcone              | musica perduta                                   |
| Le gare generose                             | Antonio Zaniboni                                       | 1712                      | Venezia, Teatro San Cassiano            | musica perduta, rinvenute cinque arie            |
| Lucio Vero                                   | Apostolo Zeno                                          | 1713                      | Ferrara, Teatro Santo Stefano           | musica perduta                                   |
| I rivali generosi                            | Apostolo Zeno                                          | 1715                      | Brescia, Teatro Nuovo                   | musica perduta                                   |
| L'amor di figlio non conosciuto              | Domenico Lalli                                         | 1716                      | Venezia, Teatro Sant'Angelo             | musica perduta                                   |
| Eumene                                       | Antonio Salvi                                          | 1717                      | Venezia, Teatro San Giovanni Grisostomo | musica perduta, rinvenuta un'aria                |
| Meleagro                                     | Pietro Antonio Bernardoni                              | 1718                      | Venezia, Teatro Sant'Angelo             | musica perduta                                   |
| Cleomene                                     | Vincenzo Cassani                                       | 1718                      | Venezia, Teatro Sant'Angelo             | musica perduta                                   |
| Gli eccessi della gelosia                    | Domenico Lalli                                         | 1722                      | Venezia, Teatro Sant'Angelo             | musica perduta, rinvenute alcune arie            |
| I veri amici                                 | Francesco Silvani e Domenico Lalli da Pierre Corneille | 1722                      | Monaco di Baviera                       | musica perduta, rinvenute alcune arie            |
| Il trionfo d'amore                           | Pietro Pariati                                         | 1722                      | Monaco di Baviera                       | musica perduta                                   |
| Eumene                                       | Apostolo Zeno                                          | 1723                      | Venezia, Teatro San Moisè               | musica perduta, rinvenute due arie               |
| Ermengarda                                   | Antonio Maria Lucchini                                 | 1723                      | Venezia, Teatro San Moisè               | musica perduta                                   |
| Antigono, tutore di Filippo, re di Macedonia | Giovanni Piazzon                                       | 1724                      | Venezia, Teatro San Moisè               | V atto di Giovanni Porta, musica perduta         |
| Scipione nelle Spagne                        | Apostolo Zeno                                          | 1724                      | Venezia, Teatro San Samuele             | musica perduta                                   |
| Laodice                                      | Angelo Schietti                                        | 1724                      | Venezia, Teatro San Moisè               | musica perduta, rinvenute due arie               |
| Didone abbandonata                           | Metastasio                                             | 1725                      | Venezia, Teatro San Cassiano            | musica perduta                                   |
| Alcina delusa da Ruggero                     | Antonio Marchi                                         | 1725                      | Venezia, Teatro San Cassiano            | musica perduta                                   |
| La Statira                                   | Apostolo Zeno e Pietro Pariati                         | 1726, Carnevale           | Roma, Teatro Capranica                  |                                                  |
| Il trionfo di Armida                         | Girolamo Colatelli da Torquato Tasso                   | 1726                      | Venezia, Teatro San Moisè               | musica perduta                                   |
| L'incostanza schernita                       | Vincenzo Cassani                                       | 1727                      | Venezia, Teatro San Samuele             | musica perduta, rinvenute alcune arie            |
| Le due rivali in amore                       | Aurelio Aureli                                         | 1728                      | Venezia, Teatro San Moisè               | musica perduta                                   |
| Li stratagemmi amorosi                       | F Passerini                                            | 1730                      | Venezia, Teatro San Moisè               | musica perduta                                   |
| Elenia                                       | Luisa Bergalli                                         | 1730                      | Venezia, Teatro Sant'Angelo             | musica perduta                                   |
| Merope                                       | Apostolo Zeno                                          | 1731                      | Praga, Teatro Sporck                    | in parte di Albinoni, musica perduta             |
| Il più infedel tra gli amanti                | Angelo Schietti                                        | 1731                      | Treviso, Teatro Onigo                   | musica perduta                                   |
| Ardelinda                                    | Bartolomeo Vitturi                                     | 1732                      | Venezia, Teatro Sant'Angelo             | musica perduta, rinvenute cinque arie            |
| Candalide                                    | Bartolomeo Vitturi                                     | 1734                      | Venezia, Teatro Sant'Angelo             | musica perduta                                   |
| Artamene                                     | Bartolomeo Vitturi                                     | 1741                      | Venezia, Teatro Sant'Angelo             | musica perduta                                   |

### Serenate
- Il nascimento de l'Aurora (anonimo), Venezia 1710 ca.
- Il nome glorioso in terra, santificato in cielo (Vincenzo Cassani), Venezia 1724
- Il concilio de' pianeti (Girolamo Baruffaldi), Venezia 1729

### Intermezzi
- (Vespetta e) Pimpinone (Pietro Pariati), Venezia 1708
- Malsazio e Fiammetta (anonimo), Roma 1726 (testo e musica perduta)
- Il Satrapone (Antonio Salvi), Parma 1729 (musica perduta)

### Musica sacra
- Messa a tre voci (per due tenori e basso, a cappella), prima 1694
- I trionfi di Giosuè (Oratorio; Testo: Giovanni Pietro Berzini), Firenze 1703 (insieme con Alessandro Scarlatti, Giovanni Bononcini et al.)
- Maria annunziata (Oratorio; Testo: Francesco Silvani), Firenze 1712

## Discografia
- Albinoni, "Lontan da te mia vita", I Solisti Ambrosiani: Tullia Pedersoli soprano, Davide Belosio violino, Claudio Frigerio cello, Franco Lazzari theorbo, Emma Bolamperti harpsichord (Urania Records, LDV 14039, 2018)